# Монтермар, Ральф де, 1-й барон Монтермар
Сэр Ральф де Монтермар (англ. Sir Ralph de Monthermer; умер 5 апреля 1325) — английский рыцарь, муж дочери короля Эдуарда I Джоанны Акрской. Благодаря этому браку получил титул графа Глостера и Хартфорда jure uxoris (1297), в 1306—1307 годах носил титул графа Атолла, в 1309 году стал 1-м бароном Монтермар. Участвовал в войне с Шотландией, сражался при Фолкерке в 1298 году (предположительно) и при Бэннокбёрне в 1314 году, где был взят в плен.

## Биография
Ральф де Монтермар не отличался знатным происхождением: неизвестны даже имена его родителей. По некоторым данным, он был уроженцем епископства Дарем. Впервые Монтермар упоминается как оруженосец при дворе могущественной семьи Клеров. После смерти графа Хартфорда и Глостера Гилберта Рыжего (1295 год) Ральф и вдовствующая графиня Джоанна Акрская, дочь короля Эдуарда I, полюбили друг друга. Джоанна уговорила отца посвятить Ральфа в рыцари, а в начале 1297 года тайно вышла замуж за возлюбленного. Король планировал выдать дочь за графа Савойского и даже назначил дату свадьбы (16 марта 1297 года); в этой ситуации Джоанне пришлось обо всём ему рассказать.
Эдуард приказал арестовать Монтермара и заточить в Бристольском замке, а владения Джоанны были конфискованы. Позже король смягчился: возможно, помогли заступничество епископа даремского и ставшая явной беременность графини. Монтермара выпустили из тюрьмы. 2 августа 1297 года он принёс вассальную присягу королю как граф Глостер и Хартфорд по праву жены (jure uxoris), выдвинувшись таким образом в узкий круг первых вельмож королевства. Ему удалось снискать благосклонность тестя и сохранить её до конца этого царствования.
Монтермар принял активное участие в шотландской войне. По-видимому, он сражался при Фолкерке в июле 1298 года, где англичане разбили Уильяма Уоллеса; позже участвовал в осаде Карлаверока (1300), в походах 1301, 1303, 1304 и 1306 годов. За службу Эдуард I наградил сэра Ральфа шотландским титулом графа Атолла, конфискованным у Джона Стратбоги, и землями в Аннандейле (1306). В том же году Монтермар стал одним из трёх хранителей Шотландии. Некоторое время его осаждал в замке Эр Роберт Брюс, поднявший восстание против англичан, но крепость устояла. В июне 1307 года сэр Ральф отказался от Атолла в пользу сына Джона Стратбоги, Дэвида, за 10 тысяч марок.
Жена Монтермара и благосклонный к нему король умерли в один год (1307). Сразу после этого вдовец потерял титулы графа Хартфорда и графа Глостера, перешедшие к его пасынку, Гилберту де Клеру; впрочем, последний был несовершеннолетним, и сэр Ральф получил опеку над обширными владениями Гилберта в Уэльсе. С 4 марта 1309 года его вызывали в парламент как барона Монтермара. В 1309—1310 годах Монтермар получил в дар от нового короля, Эдуарда II, ряд поместий в Девоне, Уилтшире и Хэмпшире для себя и своих сыновей. В 1311—1312 годах он был лейтенантом Шотландии и получил 300 марок в качестве жалованья. В битве при Бэннокбёрне (23—24 июня 1314 года), где англичане были наголову разгромлены, сэр Ральф попал в плен, но Роберт Брюс освободил его без выкупа в память о былой дружбе. В 1315 году Монтермар получил должность смотрителя королевских лесов к югу от Трента (занимал до 1320 года), тогда же он провёл расследование по иску Жана Бретонского, графа Ричмонда, к городам Горлстон и Грейт-Ярмут. Известно, что сэр Ральф дал обет совершить паломничество в Сантьяго-де-Компостела, но 30 декабря 1315 года получил от короля разрешение назначить заместителя.
Монтермар умер 5 апреля 1325 года, вскоре после того, как был приглашён на заседание Большого совета.

## Семья
От Джоанны Акрской, дочери короля Англии Эдуарда I и Элеоноры Кастильской, у Ральфа Монтермара было четверо детей:
- Мэри де Монтермар (1298 — после 1371), жена Дункана Макдуффа, графа Файфа[6][1];
- Джоанна де Монтермар (1299 — ?), монахиня[7];
- Томас де Монтермар (1301—1340), 2-й барон Монтермар[1];
- Эдуард де Монтермар (1304—1339[1]/40[5]); его тоже вызывали в парламент как барона[1].

В 1318 году сэр Ральф женился во второй раз — на Изабелле ле Диспенсер, дочери Хью ле Диспенсера, 1-го графа Уинчестера, и Изабеллы де Бошан, вдове Гилберта де Клера, 2-го барона Томонда, и Джона Гастингса, 1-го барона Гастингса. Этот брак был заключён втайне, без разрешения монарха, но годом позже Эдуард II простил барона. Изабелла пережила сэра Ральфа на девять лет.